# Rudolf Eickemeyer (Erfinder)
Rudolf Eickemeyer (* 31. Oktober 1831 in Altenbamberg, Kreis Bad Kreuznach; † 23. Januar 1895 in Washington, D.C.) war ein deutsch-US-amerikanischer Erfinder und Unternehmer.

## Leben
Der Sohn des Försters Christiaan Eickemeyer und der Katherine, geb. Brehm, besuchte die Realschule in Kaiserslautern und studierte an der Polytechnischen Schule in Darmstadt. Mit seinem Freund Georg Osterheld schloss er sich der Märzrevolution von 1848 an. Nach deren Scheitern wanderten sie gemeinsam in die USA aus und kamen am 20. November 1850 in New York an. Er arbeitete zunächst bei der Erie-Railway und den Buffalo Steam Engine Works. Im September 1853 gründete er mit Osterheld in Yonkers (New York) eine kleine Maschinenwerkstatt. 1856 heiratete er Mary True Tarbell aus Dover-Foxcroft (Maine), mit der er sechs Kinder hatte, darunter den späteren Fotografen Rudolf Eickemeyer Jr. (1862–1932).
Mit diversen Erfindungen und neuen Maschinen wuchs die Werkstatt allmählich zu einer kleinen Fabrik. Seine Erfindungen revolutionierten die Hut-Herstellung und Yonkers wurde Amerikas größter Hutproduzent. Während des Bürgerkriegs produzierte er Revolver. 1870 erfand er ein Differentialgetriebe für Mähdrescher, das er für viel Geld an einen kanadischen Hersteller verkaufte. In den 1870er Jahren begann er mit der Entwicklung von elektrisch betriebenen Maschinen und experimentierte auch mit Telefonie. 1876 zog er nach Seven Oaks in der Linden Street. Mitte der 1880er war Eickemeyer & Osterheld Manufacturing Company eine große elektrotechnische Fabrik. 1887 entwarf er mit Stephen Dudley Field die erste elektrische Lokomotive für die New Yorker Straßenbahn.
Im Juni 1889 engagierte er den neu angekommenen Einwanderer Charles P. Steinmetz, versorgte ihn mit einem eigenen Forschungslabor, wo dieser 1891 seine magnetischen Hysterese-Gesetze entwickelte. Darauf wurde Edwin W. Rice von der Thomson-Houston Electric Company aufmerksam und veranlasste 1892 die Übernahme von Eickemeyers Firma, um Steinmetz zu bekommen. 1893 fusionierte die Eickemeyer & Osterheld Manufacturing Company mit der 1892 gegründeten General Electric Company (GE). Eickemeyer setzte seine Forschungen fort und hatte rund 150 Patente. In Yonkers war er Direktor des Wasser-Ausschusses, stellvertretender Vorsitzender des Board of Education, freiwilliger Feuerwehrmann und Präsident der First National Bank. Er verstarb auf einer Geschäftsreise.